# Arnhemská země
Arnhemská země je poloostrov na severu Austrálie v severovýchodní části Severního teritoria. Její rozloha je 90 000 km², včetně území Národního parku Kakadu. Žije zde přes 16 tisíc lidí.
Své jméno získala od anglického mořeplavce Matthewa Flinderse, který ji takto pojmenoval na počest lodi Arnhem, jež byla součástí nizozemské objevné expedice severoaustralského pobřeží v roce 1623. Samotná nizozemská loď nesla jméno podle nizozemského města Arnhem.
Austrálci zde žijí, soudě podle nálezů kamenných nástrojů (sekera, nejstarší na světě), nejméně 35 tisíc let.
Roku 1969 za původními obyvateli Arnhemské země v Severním teritoriu Austrálie putovala Československá vědecká expedice Moravského zemského muzea z Brna. Expedice byla nazvána Rembaranka. Z natočených materiálů byl poté vytvořen seriál "Lidé doby kamenné" (1971). O výpravě navíc vznikl samostatný televizní dokumentární seriál "Expedice Rembaranka 1969" (2020). Je možné ho online zhlédnout na webu ČT.